# Antonio Vignato
Antonio Vignato (ur. 17 stycznia 1878 w Gambellara, zm. 14 kwietnia 1954) – włoski duchowny rzymskokatolicki, kombonianin, prefekt apostolski Nilu Równikowego (1923-1934), generał Misjonarzy Kombonian Serca Jezusowego